# Gedenkstätte für die Opfer der NS-Justiz
Die Gedenkstätte für die Opfer der NS-Justiz, ein Mahnmal an der Deutschen Richterakademie in Trier, erinnert an die Opfer der NS-Justiz. Das Mahnmal wurde 1989 nach dem Entwurf der Künstlerin und Bildhauerin Gabriele Marwede errichtet. Der stilisierte Kopf aus Bronze steht auf einem Block aus Muschelkalk. Insgesamt ist das Mahnmal ca. 1,8 m hoch, sodass der Kopf auf Augenhöhe ist.